# Баннер, Зак
Закери Сэмюэл Баннер (англ. Zachery Samuel Banner; 25 декабря 1993, Пьюаллуп, Вашингтон) — профессиональный футболист, выступающий на позиции тэкла нападения в клубе НФЛ «Питтсбург Стилерз». На студенческом уровне играл за команду университета Южной Калифорнии. На драфте НФЛ 2017 года был выбран в четвёртом раунде.

## Биография
Зак Баннер родился 25 декабря 1993 года в Пьюаллупе в штате Вашингтон, чаморро по происхождению. Он учился в старшей школе Лейкс в Лейквуде, играл за её футбольную и баскетбольную команды. В 2011 году Баннер был включён в составы сборной звёзд сезона по различным версиям и вошёл в число финалистов Уоткинс Эворд, присуждаемой лучшему афроамериканскому спортсмену среди учеников старших школ, добившемуся также успехов в учёбе.

### Любительская карьера
После окончания школы Баннер поступил в университет Южной Калифорнии. Сезон 2012 года он провёл в статусе освобождённого игрока, тренируясь с командой, но не принимая участия в матчах. После окончания футбольного сезона он присоединился к баскетбольной команде университета, но на площадку в матчах не выходил. Второй сезон Баннер начал как запасной тэкл, сыграл за Тродженс в двух матчах, а затем выбыл из строя из-за травмы. Ему сделали операцию на обоих бёдрах. 
В 2014 году Баннер вернулся в команду и отыграл весь сезон на позиции правого тэкла. В турнире 2015 года он сыграл четырнадцать матчей, в том числе две на месте левого тэкла. По итогам сезона его признали лучшим линейным нападения в команде, он вошёл в состав сборной звёзд конференции Pac-12. Заключительный год своей студенческой карьеры Баннер также провёл на месте правого тэкла. В стартовом составе команды за карьеру он сыграл 27 матчей, а всего принял участие в 40 играх.

### Профессиональная карьера
В 2017 году Баннер стал самым габаритным игроком, среди всех выходящих на драфт НФЛ. Аналитик сайта Bleacher Report Мэтт Миллер отмечал, что он умеет использовать свои физические данные для получения преимущества, имеет опыт игры на разных краях линии, обладает неплохим атлетизмом. По мнению Миллера, в НФЛ Баннер мог бы играть на месте правого тэкла или гардом. Среди недостатков Баннера он называл проблемы с контролем веса, недостаток быстроты, проблемы с балансом. Опасения у команд лиги могли вызвать и последствия перенесённых игроком операций.
Баннер был выбран «Индианаполисом» в четвёртом раунде драфта и в мае 2017 года подписал с командой четырёхлетний контракт. В сентябре, перед стартом регулярного чемпионата, он был отчислен во время сокращения составов. Пятого сентября с драфта отказов его забрал клуб «Кливленд Браунс». В сезоне 2017 года Баннер сыграл за команду в восьми играх. В марте 2018 года его клуб отчислил его. В течение следующих двух месяцев он работал в составе «Каролины Пэнтерс».
В августе 2018 года Баннер подписал контракт с «Питтсбургом». В регулярном чемпионате он на поле не выходил. В 2019 году Баннер сыграл в четырнадцати матчах, 14 ноября он впервые в карьере вышел на игру в стартовом составе. Тренерский штаб клуба задействовал его не только как линейного, но и в роли блокирующего тайт-энда в тяжёлых атакующих построениях. В марте 2020 года Баннер подписал с «Питтсбургом» новый годичный контракт на сумму 2,1 млн долларов. Летом он выиграл борьбу за место стартового правого тэкла команды, но в первой игре регулярного чемпионата получил разрыв крестообразных связок колена и выбыл на длительный срок. Несмотря на серьёзную травму игрока, в марте 2021 года клуб подписал с ним новый двухлетний контракт на сумму 9,5 млн долларов.